# کلیسای نوراشن (تفلیس)
کلیسای نوراشن (تفلیس) (ارمنی: Նորաշեն եկեղեցի؛ انگلیسی: Norashen Church Tbilisi) یک کلیسا متعلق به کلیسای حواری ارمنی واقع در شهر تفلیس،  گرجستان می‌باشد. ساخت و ساز این ساختمان در سده‌های ۱۵–۱۶ام میلادی؛ به پایان رسید. این بنا به سبک معماری ارمنی طراحی شده است.